# Kallukse
Kallukse – wieś w Estonii, w prowincji Virumaa Zachodnia, w gminie Kadrina.